# Tesla metamorfoza
Tesla metamorfoza (angleško:  Tesla metamorphosis) je duhovni sistem, ki ga je leta 2010 razvila Anja Petrović. Bila naj bi sistem za duhovno rast in hkrati zdravilna metoda. Temeljila naj bi na skalarnih valovih oziroma na t. i. teslionih. Bila naj bi metoda zdravljenja, samozdravljenja in čiščenja duha. Glede na razmerje Tesla metamorfoze s kvantno znanostjo velja pristop za kvantni misticizem, Po trditvah zagovornikov dosega izjemne zdravstvene rezultate.

## Zgodovina
Že leta 2008 naj bi Anja Petrović dobila kanalizirano sporočilo »Estele iz ozvezdja Grui«, da se bo leta 2010 začel proces prenove, metamorfoze. Leta 2009 naj bi Anja Petrović med izvajanjem metode ponovne povezave dobila sporočilo iz duhovnega sveta, da naj rekonstruira Teslino zdravljenje. To naj bi se zgodilo meseca junija ali pa 25. septembra. Istega dne naj bi dobila še več namigov, tako ali drugače povezanih z elektroinženirjem Nikolo Teslo. V sledečih mesecih je Anja Petrović pod vplivom duhovne tehnologije ponovne povezave Erica Pearla in domnevnih kanaliziranih sporočil »Estele iz ozvezdja Grui« rekonstruirala  Tesla metamorfozo. Za to je potrebovala devet mesecev, tekom katerih je šla tudi čez osebno metamorfozo.

## Poimenovanje
Tesla metamorfoza je dobila ime po Nikoli Tesli. Metamorfoza po domnevnem kanaliziranem sporočilu »Estele iz ozvezdja Grui« pomeni rekonstrukcijo, transformacijo in dvig duha »na raven popolnega ravnovesja svetlobe.«

## Splošni nauki in izhodišča

### Onostranski svetovi
Poleg vidnega sveta naj bi po Tesla metamorfozi obstajal tudi nevidni svet, v katerem naj bi živela različna astralna bitja. Anja Petrović omenja obstoj vira/izvora/jedra  in raznih »energijskih bitij«. Med njimi srečamo angele, arhangele, vodnike, samoroge, svetlobna bitja, ptice in »oko« (znano tudi kot Rajevo, Horusovo oko, Božje oko itd.), pa tudi cele pokrajine in mesta. Sam Tesla je opisoval svoja astralna potovanja, kjer se je srečeval z ljudmi iz drugih dimenzij, v njihovih civilizacijah pa prav tako obstajajo različne države. Tesla naj bi tudi trdil, da v vesolju obstaja jedro, iz katerega črpamo znanje, moč in navdih. Swami Vivekananda, ki je leta 1906 obiskal Teslin laboratorij, je trdil, da je v njegovih poskusih z elektriko videl vse hindujske bogove, v ključno z Višnujem, Šivo in Brahmo. S tim. PIP kamero so bile posnete tudi bele svetlobne krogle, ki se med seanso premikajo okrog masažne mize, pri tem pa spreminjajo obliko in velikost. V Tesla metamorfozi naj bi se pojavljali tudi primeri s prostim očesom vidnih orbov. Kot energijski bitji sta posebej izpostavljena domnevna Estela iz ozvezdja Grui in sam Nikola Tesla, omenjena pa je tudi mati Tereza, ki naj bi bila sicer eno in isto bitje kot Sv. Petka ali Sveta Paraskeva.

### Struktura duševnosti
Duševnost naj bi bila zgrajena iz integrativnega uma, podzavestnega uma in zavestnega uma. Anja Petrović tri vrste uma ponazori s prispodobo: če je zavestni um kot vrh ledene gore, podzavestni um skriti del ledene gore, je integrativni um kot morje. Integrativni um, ki naj bi bil lociran v podaljšani hrbtenjači, je v bistvu »duša«, v telesu pa naj bi se oblikoval v četrtem mesecu nosečnosti.  Duševnost naj bi bila povezana tudi s tim. »integralno možgansko kupolo«, ki naj bi se po dveh letih spremenila v podzavestne misli, sicer pa naj bi vsebovala vse informacije, navzoče pred rojstvom, vključno z latentnimi veščinami in potenciali.  Po sedmem letu starosti naj bi vloga integrativnega uma zakrnela, podzavestni in zavestni del uma pa se ločita.
Posebej Petrovićeva obravnava zavest. Zavest naj ne bi bila materija ali oblika in naj bi bila eno z vsemi bitji, čeprav ima vsak posameznik sicer različni razvito zavest, glavne omejitve pa naj bi bile strahovi,  dvomi in ne dovolj jasna prepričanja. V procesu zdravljenja je posebej pomembna tista zavest, ki je povezana s srcem, z namero, življenjskimi cilji in življenjskimi željami. Možno naj bi bilo, da je pomen namere v ustvarjanju resonance z izbranim oddaljenim objektom. Kakorkoli že- s polikontrastno interferenčno fotografijo (PIP) naj bi bilo mogoče pokazati, da so frekvence Tesla metamorfoze lahko prisotne pri masažni mizi že tedaj, ko je ta miza še prazna, da torej zgolj namera lahko že »prikliče« tovrstne frekvence. Namere ne smemo povezovati z vero- po Anji Petrović vera v rezultat pri Tesla metamorfozi ni ključ, pomanjkanje vere je lahko celo koristno, ker stranka potem nima pričakovanj in ni navezana na izid seanse.
Zavest človeka naj bi bila linearna, zavest astralnih bitij pa spiralna, krožna, piramidasta in razlika med tema dvema tipoma zavesti naj bi glavni vzrok, da naj bi ljudje težko vzpostavljali stik z nevidnim svetom.  Petrovićeva poudarja dve Teslini sporočili: da naj bi celo v anorganskih snoveh obstajalo živo načelo, in da naj bi nečistost uma povzročala bolezen in smrt.  Petrovićeva navaja izjavo Nikole Tesle, da je telo tako krhko, da ga lahko poškodujejo že beseda, dih, pogled ali celo le misel.

### Reinkarnacija
Tesla metamorfoza priznava obstoj reinkarnacije.  Spomini na prejšnja življenja naj bi se nahajali v tim. integrativnem umu (duši), ki naj bi imel sposobnost preživeti telesno smrt.

### 13 verig DNK
Po sporočilu, ki naj bi bilo kanalizirano od »Estele iz ozvezdja Grui« naj bi imeli ljudje nekoč 13 verig DNK, te verige pa naj bi pričele propadati pred 26.000 leti.  Izginotje teh verig naj bi povzročili močni magnetni valovi iz vesolja in padci asteroidov. Nazadnje naj bi ostala ena sama veriga v obliki dvojne vijačnice.  Nauk o trinajstih verigah DNK je nadgradnja ideje o obstoju 12 verig DNK, kakršno srečamo tudi v ponovni povezavi Erica Pearla. Pomen dodatnih 12 verig DNK naj bi bil v tem, da naj bi omogočale telepatsko sporazumevanje, in da naj bi hranile znanje in veščine iz drugih ravni.

### Čakre in aksiatonalne linije
Ni povsem jasno, od kod je prišla ideja o tim. aksiatonalnih linijah. Po nekaterih se je razvila znotraj kabalistične tradicije, po drugih pa gre za vplive kitajske kineziologije ali japonske akupunkture tsubo. Leta 1973 je J.J. Hurtak v delu »Knjiga znanja, Enohovi ključi« objavil obsežno poglavje o obstoju omenjenih  linij, ki so po njegovem  enakovredne meridijanom tradicionalne kitajske medicine, le da so te linije na konceh odprte in telo povezujejo z zvezdami. Aksiatonalne linije naj bi bile še posebno močno povezane s hrbtenico in čakrami. Iz tradicionalne kitajske medicine poznani meridijani naj bi bili povezani s tim. regresivnimi aksiatonalnimi linijami, aksiatonalne linije v progresivnem smislu, ki naj bi telo povezovale z višjim jazom, pa so bile nekoč v preteklosti prekinjene. S ponovno povezavo teh linij naj bi se začela doba luči, preko povezave pa naj bi se spreminjali geni, telesni organi naj bi ozdraveli ali se obnovili, možno naj bi bilo ozdravljenje nekaterih težkih bolezni kot npr. rak in celo oživljanje umrlih. Na osnovi Hurtakovih opisov je nastalo več tehnik za vzpostavljanje ponovne povezave. Eric Pearl se je tehnike naučil od Cipore Leiserowicz in ta od Janet DiGiovanne.  Pri tej prvotni tehniki s prstnimi blazinicami drsimo po domnevnih poteh aksiatonalnih linij. Za vzpostavitev ponovne povezave sta že pri tej tehniki potrebna dva obiska z dvodnevnim presledkom. Pearlov pristop pa temelji na uporabi čakre dlani brez dotikanja klienta. Pristop Tesla metamorfoze se navzven ne razlikuje od ponovne povezave, uporabljajo pa se dodatne točke in nekoliko drugačna »triangulacija« (uporaba simbolov- pečatov). V Tesla metamorfozi velja načelo, da ima vsaka čakra sicer svojo lastno zavest, oziroma, da je vsaka čakra pravzaprav živo bitje. Poseben pomen Petrovićeva pripisuje češariki, ki predstavlja most za vstopanje v druge dimenzije.

### Simbolika števil
Anja Petrović je iz ponovne povezave prevzela tudi navdušenje nad simboliko števil. Že po pristopu Erica Pearla število 3 igra pomembno vlogo pri vzpostavljanju ugodnih frekvenc. Gospa iz Venice Beacha, ki je Ericu Pearlu  naredila aksiatonalno povezavo, je to naredila za ceno 333$. Tudi sam Pearl za ponovno povezavo zaračunava 333 $ ali 333 €. Pri ponovni povezavi pomembno vlogo igra triangulacija, zdravilec, klient in frekvence ponovne povezave ustvarjajo trojico, pri zdravljenju s ponovno povezavo pa se običajno nekaj pomembnega zgodi šele pri tretjem obisku.  Anja Petrović je opozorila, da je tudi sam Nikola Tesla zelo spoštoval število 3: pri vsakem obroku je uporabljal tri prepognjene prtičke, pogosto se je trikrat sprehodil okrog stavbe, preden je vstopil vanjo, baje ni odnehal, dokler ni našel tretje rešitve, odkril je tri zakone termodinamike in tri zakone robotike. Domnevno pod vplivom Pitagore je oseben pomen dajal e zgolj številu 3, ampak tudi številom 6 in 9, po mnenju Anje Petrović zaradi tega, ker naj bi dojel, da gre za osnovna števila solfeggio frekvenc. Anja Petrović nadalje omenja Marka Rodina, ki je števila 3, 6 in 9 postavil na posebno mesto – s podvajanjem števil in seštevanjem cifer v številih se:
1. pri izhodišču 1 pričenja ponavljati niz osnovnih 6 števil 1,2, 4, 8, 7, 5;
2. pri izhodišču 3  ali 6  se v nizu izmenjaje ponavljata le števili 3 in 6, kar naj bi predstavljalo magnetizem;
3. pri izhodišču 9 pa vedno dobimo le novo 9.

Anja Petrović je še posebej povezana s številom 9. V letu preden je rekonstruirala Tesla metamorfozo, se ji je vsepovsod kazalo število 999, Goran Marjanović pa je v svojem teoretičnem modelu Tesla valovanje uvrstil v zaporedno številko 9. Nadalje naj bi Anja Petrović potrebovala devet mesecev, da je rekonstruirala Tesla metamorfozo. v svoji regresiji naj bi potovala v deveto nadstropje in tam »videla« devet svetlobnih bitij, v 24 urah pa naj bi doživela devet naključij, ki so jo vodile k povezavi z Nikolo Teslo.

### Reakcije
Po seansah Tesla metamorfoze redko nastopijo različne reakcije v obliki začasnega poslabšanja bolezenskih znakov. Med samimi tretmani se lahko pojavijo nehoteni gibi, zavzemanje nenavadnih telesnih  drž, smeh ali jok brez razloga, vidne reakcije (videnje barv, oblik, podob), slušne reakcije (brnenje, zvoki orkestrov ali zborov), reakcije, ki so vezani na vonjanje, okus, pojavljajo se lahko ščemenje, utripanje, vibracije, občutki hladu ali toplote.

## Kako deluje Tesla metamorfoza
Tesla metamorfoza se izvaja na treh ravneh in sicer kot Tesla metamorfoza zdravja (Tesla metamorfoza I), Tesla komunikacija duše (Tesla metamorfoza II) in kot Tesla metamorfoza svetlobnega telesa (Tesla metamorfoza III). Pri nobeni od teh treh metod iskanje zaščite s klicanjem angelov, vodnikov itd. ni potrebno in tako ravnanje naj bi temeljilo na strahu in nezaupanju v lastno početje. Za prakticiranje Tesla metamorfoze sta poleg osnovne predispozicije za stik s Tesla valovi pomembni še dve ključni stvari: visoka moralna načela in ljubezen. Že Tesla naj bi močno vztrajal pri morali in etiki, zato je pomembno, da so praktikove namere čiste, da vedno preveri svoja hotenja zakaj nekaj dela. Dokler praktiki Tesla metamorfoze ljubezni niso sposobni izžarevati spontano, najprej dosežejo, da se osredotočenost iz možganov prenese na raven srca , kjer nato začutijo prijetno toplino in jo preobrazijo v ljubezen. Praktiki sami se na seminarjih naučijo kako se uglasiti s frekvencami Tesla metamorfoze. Najpomembnejša pri tem je namera, potem pa misel oziroma prošnja za zdravilne frekvence. Pomembno je tudi praktikovo stanje hvaležnosti, da je lahko del tega energijskega polja. Tesla metamorfozo I, II in III Anja Petrović poučuje na svojih delavnicah, poleg teh treh stopenj pa obstaja tudi Mentorski program in pa Program za učitelja Tesla metamorfoze. Slovenka Rina Doreni je postala prvi mentor Tesla metamorfoze, Anja Petrović pa je bila v letu 2015 še vedno edina certificirana učiteljica tega duhovnega sistema.

### Tesla metamorfoza zdravja
Namen Tesla metamorfoze zdravja je, da frekvenco svetlobe v telesu človeka pripelje v popolno ravnovesje. Tesla metamorfoza zdravja se izvaja tako, da se stranke praktik ne dotika, ampak hodi okrog masažne mize in čuti komunikacijo med svojimi dlanmi in strankinim telesom. Praviloma so potrebne tri seanse, redkeje štiri ali pet. Tesla metamorfoza zdravja je navzven videti enako kot zdravljenje s ponovno povezavo, toda raziskave Ljuba Ristovskega naj bi pokazale, da se pri Tesla metamorfozi aktivirajo specifični valovi, ki se na polikontrastni interferenčni fotografiji (PIP) kažejo kot purpurne barve. Razlika med določenimi načini zdravljenja naj ne bi bila v tem kako polagamo ali premikamo roke, temveč v tem, do kakšnih frekvenc in gostot energije, informacij in svetlobe lahko dostopamo in komuniciramo z njimi. To energijo uporabljamo neposredno iz aktivnega etra oz. vesoljnega polja. Če na posnetkih tretmanov Tesla metamorfoze prevladujejo purpurne barve, pa pri tretmanih reikija, Theta zdravljenju in ponovni povezavi prevladujejo zeleni valovi. Purpurna barva je sicer barva kronske čakre in to morda pomeni, da Tesla metamorfoza aktivira to čakro Pri večini zdravilnih metod energija teče skozi roke zdravilca, v Tesla metamorfozi pa se zdi, da je energija vse naokrog ter da zdravljenec in »zdravitelj« postaneta del nje. Pri zdravljenju s Tesla metamorfozo gre za zdravljenje z zavestjo višje inteligence, praktik v resnici sploh ničesar ne zdravi.
Rezultati zdravljenja s Tesla metamorfozo naj bi bili veliki- vsaj v nekaterih primerih naj bi prišlo do spreminjanja genetike in odprave prirojenih napak (npr. spreminjanje velikosti prsnega koša, podaljšanje noge), obstajali naj bi primeri ozdravitev številnih bolezni kot so poškodbe hrbtenice, težave z očmi, rak, tumor, cerebralna paraliza, luskavica, huda obolenja srca, epilepsija, težave s prostato, artritis, sindrom kronične utrujenosti, AIDS, herpes, lupus, hromost itd. Toda po drugi strani praktik sam ničesar ne zdravi, zdravljenje je v rokah višje inteligence- zato tudi ne more reči ali bo stranka res dobila pomoč, ki jo želi. Anja Petrović trdi, da ni nobenega zagotovila kaj se bo med zdravljenjem zgodilo, ker da je vse odvisno od dogovora med bolnikom in višjo inteligenco.

### Tesla komunikacija duše
Tesla komunikacija duše naj bi nastala pod vplivom kanaliziranega sporočila »Estele iz ozvezdja Grui«, da se na astralnih nivojih učijo s podobami, ne na umski ravni, in da naj bi integrativni um vseboval spomine na znake in simbole. Poleg tega J.J.Hurtak v svoji knjigi »Knjiga znanja, Enohovi ključi« navedel, da se povezava duše z univerzalnim omrežjem zgodi skozi telepatsko komunikacijo, kar naj bi posamezniku omogočilo povezavo z drugimi galaktičnimi območji in celo z območji »hipervesoljske inteligence«. Pri Tesla komunikaciji duše se praktik poda v globine podzavesti, praktik zapiše vse kar zaznava kot pojme, podobe, čustva, ker imajo takšne zaznave lahko velik pomen za strank, praktik pa se ne sme vpletati, ničesar ne dodaja in ničesar ne interpretira. Na ta način naj bi se vzpostavila komunikacija med zavestnim, podzavestnim, integralnim in univerzalnim umom. Tesla komunikacija duše je lahko uspešna v primeru, ko Tesla metamorfoza zdravja odpove, saj naj bi Tesla komunikacija duše lahko razrešila čustveno zavoro, ki preprečuje potek običajnega Tesla zdravljenja. S pomočjo Tesla komunikacije duše lahko na plano spravimo tudi zatajevane občutke, prikrite strahove in resnične motive, s tem pa lahko spreminjamo svoje vedenje in postajamo boljši ljudje. To metodo lahko uporabimo tudi tedaj, ko zaradi hospitalizacije ali kome ni mogoče narediti Tesla metamorfoze zdravja, zato je Anja Petrović to metodo označila tudi kot zdravljenje na daljavo.

### Tesla metamorfoza svetlobnega telesa
Tesla metamorfoza svetlobnega telesa po eni strani temelji na Pearlovi ponovni povezav, informacijah o aksiatonalnih linijah v knjigi »Knjiga znanja, Enohovi ključi« J.J. Hurtaka. Po drugi strani po trditvah Anje Petrović temelji tudi na informacijah kanaliziranega sporočila »Estele iz ozvezdja Grui«, da svetlobno telo pomeni dvig duha in povezavo z energijskimi tokovi planeta Zemlje. V tem sporočilu je navedeno tudi, da so točke povezave štiri in sicer so to točki v ozadju trebuha in  na prvem vratnem vretenu, tretje oko ter prsni center, aktiviranje teh točk pa aktivira štiri kanale povezave (to je aksiatonalne linije). Tesla metamorfoza svetlobnega telesa naj bi pomenila rekonstrukcijo 13 verig DNK, aksiatonalnih linij in čaker, posledično pa naj bi to vodilo v razvoj svetlobnega bitja (tim. Homo luminus). Prišlo naj bi do telesne, čustvene, umske in duhovne rasti. Če je namen Tesla metamorfoze zdravja, da frekvenco svetlobe v telesu človeka pripelje v popolno ravnovesje, gre tudi pri Tesla metamorfozi svetlobnega telesa za vračanje popolne ubranosti svetlobe, le da je proces tukaj še intenzivnejši. Postopek pri Tesla metamorfozi svetlobnega telesa je zelo natančno določen. Praktik Tesla metamorfoze tako kot praktik ponovne povezave brez dotikanja stranke riše linije z žarkom svetlobe, ki izhaja iz čakre dlani, pri tem pa uporablja štiri posebne točke v ozadju trebuha in  na prvem vratnem vretenu, tretje oko ter prsni center, Tesla metamorfoza se namesto orisovanja Davidove zvezde oslanja na posebno vrsto trinangulacij, ki posledično aktivirajo simbol Davidove zvezde. Podobno kot pri ponovni povezavi se postopek opravi samo enkrat v življenju in sicer v dveh ločenih seansah  v dveh zaporednih dnevih oziroma z največjim dovoljenim vmesnim razmikom 48 ur, delovala pa naj bi do konca življenja in je zato ni potrebno ponavljati. Za razliko od Tesla metamorfoze zdravja se tesla metamorfozo svetlobnega telesa priporoča vsem, tudi povsem zdravim ljudem. Anja Petrović našteva naslednje možne koristi pri aksiatonalni poravnavi v obliki Tesla metamorfoze svetlobnega telesa:
- umski, čustveni, telesni in duhovni razvoj preide na višjo raven;
- povečanje sposobnosti za dajanje in prejemanje ljubezni;
- zavedanje življenjskega poslanstva;
- znebitev občutkov strahu in krivde;
- spreminjanje vrednot;
- boljše meditacije;
- pojavlja se več možnosti izbire v življenju;
- uravnovešanje, sprostitev, pomladitev, uskladitev fizičnega telesa;
- spremembe v odnosih;
- menjava službe, partnerja, bivališča.

## Odnos med Tesla metamorfozo in znanostjo
Tesla metamorfoza se je razvila iz ponovne povezave in ugotovitve glede slednje v marsičem veljajo tudi za samo Tesla metamorfozo. Eric Pearl trdi, da izvajanje ponovne povezave na svet prinaša svetlobo in informacije, da ponovno povezuje DNK verige in strune. Eric Pearl vidi povezavo med kvantno mehaniko in ponovno povezavo tudi v tem, da frekvence ponovne povezave ne slabijo z razdaljo. Enako naj bi se tudi valovi, ki jih ustvarja Tesla metamorfoza, krepili z razdaljo. Iz vidika sklicevanja na kvantno mehaniko kritiki podobne metode in tehnologije opredeljujejo kot obliko kvantnega misticizma, ki svoje koncepte opisuje z izrazoslovjem kvantne mehanike, vendar je po mnenju stroke psevdoznanost oz. šarlatanstvo.
Pri zdravljenju s pomočjo ponovne povezave naletimo na primere ozdravljenj težkih bolezni kot so rakava obolenja, AIDS itd… Tillerjeve raziskave so pokazale, da zdravilne frekvence zdravljenja s ponovno povezavo povzročajo povečanje viška proste termodinamične energije, kar bi lahko pojasnilo spremembo energije pri praktikih in nenadno sposobnost zdravljenja drugih. Schwarzove raziskave so pokazale, da praktično vsi udeleženci seminarja o zdravljenju s ponovno povezavo pridobijo večje sposobnosti za energijsko zdravljenje. Korotkove raziskave pa so pokazale, da se tekom seminarja signifikantno spreminja elektromagnetno polje v prostorih seminarja. Pri sami Tesla metamorfozi , ki velja za nadgradnjo ponovne povezave doslej niso bile objavljena nobena poročila ali raziskave o povezavi med Tesla metamorfozo in ozdravitvami. Naj bi pa Ljubo Ristovski s pomočjo polikontrastne interferenčne fotografije (tim. PIP) seans Tesla metamorfoze pokazal, da je energija, ki je bila uporabljena v Tesla metamorfozi, istovetna frekvencam Teslinih valov. Tesla metamorfozo je podprl tudi Goran Marjanović, ki je po Teslinih podatkih uspel izdelati tim. Teslino tuljavo, na osnovi teoretičnega modela vesolja glede na velikost predmeta in gostoto energije pa je prišel do sklepa o obstoju Teslinih valov.
Področje Tesla komunikacije duše in Tesla metamorfoze zdravja je še neraziskano. Anja Petrović sama trdi, da kljub dobrim rezultatom nima znanstvenega pojasnila kaj se dogaja med Tesla komunikacijo duše. Tesla metamorfoza svetlobnega telesa je še posebej povezana z idejo o rekonstrukciji 13 verig DNK. Ideja o 13 verigah DNK je nadgradnja ideje o obstoju 12 verig DNK, ki jo srečamo pri ponovni povezavi. Genetik James H. Thomas z Univerze v Washingtonu je na vprašanje o Pearlovih trditvah glede 12 verig DNK odgovoril, da je Pearl bodisi šarlatan, bodisi blodnjav, njegove trditve pa, da niso vredne pozornosti.

## Odnos med etiko Tesla metamorfoze in medicinsko etiko
Čeprav ima Tesla metamorfoza lahko zdravstvene rezultate, pa ni  alternativna medicina v ožjem pomenu besede,  saj praktik v nasprotju z zdravitelji ničesar ne zdravi. Praktik namreč ne nadzira zdravljenja, ampak se v nekem smislu »igra« z energijo in jo »čuti«, pri čemer naj se sploh ne bi naslanjal na svojo logiko. Samo zdravljenje- v kolikor se zgodi- je po trditvah Anje Petrović plod višje inteligence, zato presega naš razum in znanje. Ker praktiki Tesla metamorfoze niso zdravniki ali zdravitelji, svojim strankam obenem ne prepovedujejo uporabo zdravniške pomoči.
Kljub temu pa je Petrovićeva zelo kritična do sodobne medicine. Tako jo npr. kritizira, da lajša težave, vzrokov bolezni pa ne odpravlja. Obenem tvega tudi odkrit spopad z medicino, saj opozarja, da tablet ne bi smeli jesti kot bombone, ker da imajo tablete tudi kontraindikacije. Nasprotno pa naj bi Tesla metamorfoza človekovemu telesu pomagala, da samo najde popolno ravnovesje svetlobe.

## Tesla metamorfoza v Sloveniji
Anja Petrović je Tesla metamorfozo v Slovenijo prvič prinesla že leta 2010. Njena učenka Rina Doreni je bila leta 2013 edina učenka s položajem mentorja Tesla metamorfoze. Kot praktik in mentor pomaga širiti Tesla metamorfozo v Sloveniji.